# Skvrnopásník lískový
Skvrnopásník lískový (Lomaspilis marginata) je druh motýla z čeledi píďalkovití, v ČR je to běžný druh vyskytující se roztroušeně po celém území.

## Popis
Rozpětí křídel skvrnopásníka lískového se pohybuje v rozmezí 24–28 mm. Křídla jsou bílá s hnědými okraji a skvrnami, vzor skvrn je variabilní, někdy mohou zcela chybět. Toto zbarvení ho chrání, protože připomíná ptačí trus. Housenka je světle zelená, na očích má tmavě hnědý pruh.

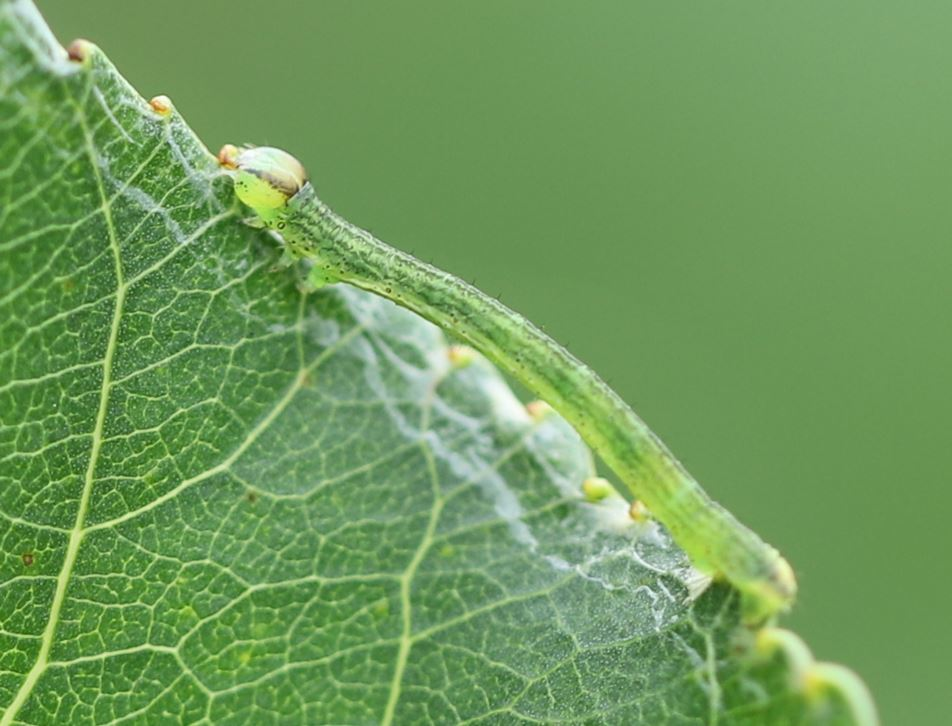
Larva
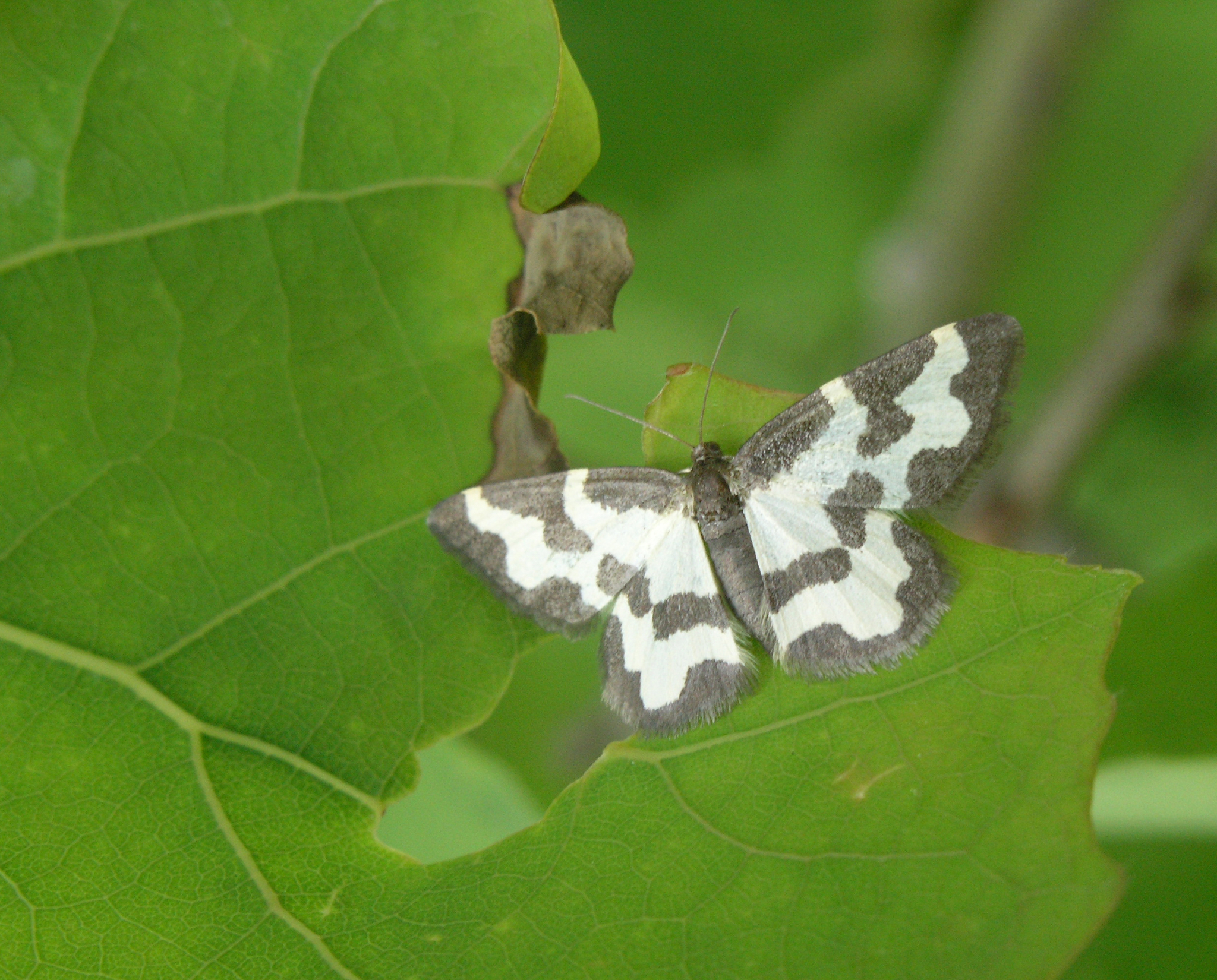
Dospělec se spojenými skvrnami
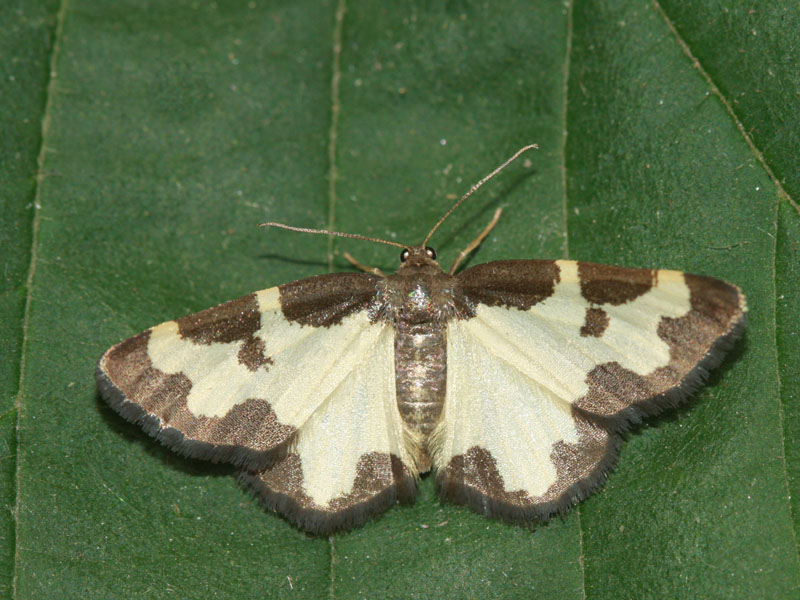
Dospělec s redukovaným počtem skvrn

## Rozšíření
Skvrnopásník lískový je palearktický druh, vyskytuje se v mírném pásu Evropy a Asie. Preferuje lesy (zejména lužní lesy) a vlhká stanoviště, kde je aktivní především v noci. Dospělci létají od dubna do srpna. Housenky lze nalézt na jejich živných rostlinách, tedy na vrbách a topolech, nejvíce na topolu osice.